# Serdce druga
Serdce druga (Сердце друга) è un film del 1966 diretto da Jurij Valentinovič Grigor'ev e Renita Andreevna Grigor'eva.

## Trama
Una storia d'amore tra il comandante del battaglione Pavel Akimov e la traduttrice militare Anya Belozerova. Akimov si è dimostrato un buon comandante e viene nominato traduttore, il tenente Belozerov, nel battaglione. Già allora è noto che Paolo sarà trasferito al Fronte Nord. La Grande Guerra Patriottica separò gli amanti, Ma Paolo ricordò sempre di Anechka. Muore sul fronte nord, in Norvegia, prima di vivere fino alla vittoria e non ha visto sua figlia.